# ۲۸ (میلادی)
۲۸ (میلادی) بیست و هشتمین سال تقویم میلادی است.
در آن زمان، این سال به عنوان سال کنسولی سیلانوس و نروا شناخته می‌شد.

## رویدادها
بر اساس مکان
آلمان
- لژیون‌های رومی در ژرمانیا با ناوگان به قلعه فلووم در کنار راین منتقل می‌شوند تا علیه فریسی‌های شورشی عملیات انجام دهند.[۱]
- فریسی‌ها در کنار رودخانه راین با امپراتوری روم پیمانی امضا کردند و از فتح روم جلوگیری کردند.[۲]

کره
- پادشاه دارو از بکجه، تاج و تخت بکجه در شبه جزیره کره را به دست گرفت.[۳]

یهودیه
- بر اساس انجیل لوقا (لوقا ۳: ۱-۲)، خدمت یحیی تعمید دهنده و عیسی مسیح در اوایل این سال و به احتمال زیاد در سال ۲۹ میلادی آغاز شد.[۴]

## زادگان
- ۱۵ ژوئن - مینگ از سلسله هان، امپراتور چین (درگذشته ۷۵ میلادی)

- جولیا برنیس، ملکه یهودی یهودیه

- سیلیوس ایتالیکوس، کنسول رومی و شاعر حماسی

## درگذشتگان
- اونجو از باکجه، پادشاه کره[۳]